# Nova Marilândia
Nova Marilândia é um município brasileiro do estado de Mato Grosso, localizado na latitude sul 14º21'52", longitude oeste 56º58'08", altitude de 300 metros acima do nível do mar. Em 2016, sua população era estimada em 3.133 habitantes. A área do município é de 1954,21 km².

## Últimos prefeitos eleitos
| Ano  | Prefeito          | Partido | Votos | %      | Ref    |
| ---- | ----------------- | ------- | ----- | ------ | ------ |
| 2004 | Cidinho           | PFL     | 1.274 | 100,00 | [ 6 ]  |
| 2008 | Juvenal           | PR      | 1.331 | 68,96  | [ 7 ]  |
| 2012 | Wener             | PR      | 1.483 | 100,00 | [ 8 ]  |
| 2016 | Juvenal Alexandre | PSDB    | 1.217 | 54,75  | [ 9 ]  |
| 2020 | Jefferson Souto   | PP      | 1.066 | 50,43  | [ 10 ] |